# Matej Mamić
Matej Mamić (* 13. Januar 1975 in Duvno, SFR Jugoslawien) ist ein kroatischer Basketballtrainer und ehemaliger Basketballspieler.
Seine Stärken liegen im Defensespiel und in seinen Drei-Punkte-Würfen. Innerhalb einer Saison wurde er durch seine mitreißende Spielweise zum Publikumsliebling und ist seit der Saison 2005/2006 Teamkapitän von Alba Berlin. Er ist ebenfalls Kapitän der kroatischen Nationalmannschaft.
Am 26. November 2005 erlitt der ALBA-Kapitän beim Spiel gegen TBB Trier eine schwere Halswirbelsäulenverletzung (Rückenmarksprellung). Mamić war im vierten Viertel des Spiels nach einem fairen Zweikampf unter dem Korb regungslos am Boden liegen geblieben. Die anfangs vollständige Lähmung habe sich aber dank einer medikamentösen Behandlung teilweise wieder zurückgebildet. Auch mehrere Wochen nach dem Unfall befand sich Mamic zur physiotherapeutischen Behandlung im Krankenhaus.
Nachdem er nur zwei Monate nach seiner schweren Verletzung bereits wieder als Zuschauer die Max-Schmeling-Halle besuchte, beendete Mamić am 26. Januar 2006 seine aktive Karriere, da ihn die Folgen seiner Verletzung für den Spitzensport zu sehr einschränkten. Anschließend arbeitete er als Nachwuchstrainer in Berlin und trainierte in der Saison 2007/08 Alba Kooperationspartner TuS Lichterfelde in der Pro B. 2008 kehrte er in seine Heimat zurück und wurde Sportdirektor bei KK Cedevita in Zagreb.
Mamic ist Vater von drei Kindern.

## Erfolge und Auszeichnungen
- 1999 – Kroatisches Pokalfinale KK Split
- 2000 – A2+U20-Nationalmannschaft
- 2001/2002 – Kroatischer Meister und Pokalsieger mit Cibona Zagreb
- 2003 – Kroatisches Finale und Pokalfinale mit Cibona Zagreb
- 2004 – Finale der Adria-Liga und kroatischer Meister mit Cibona Zagreb, bester Verteidiger der kroatischen Liga
- 2006 – Most Likeable Player der BBL